# 高嶼 (清朝)
高嶼，陕西省三原县人，清朝政治人物。
乾隆二十一年七月，擔任清朝廣東省潮州府豐順縣知縣。后由吳蘭谷接任。